# Klaus Liebig

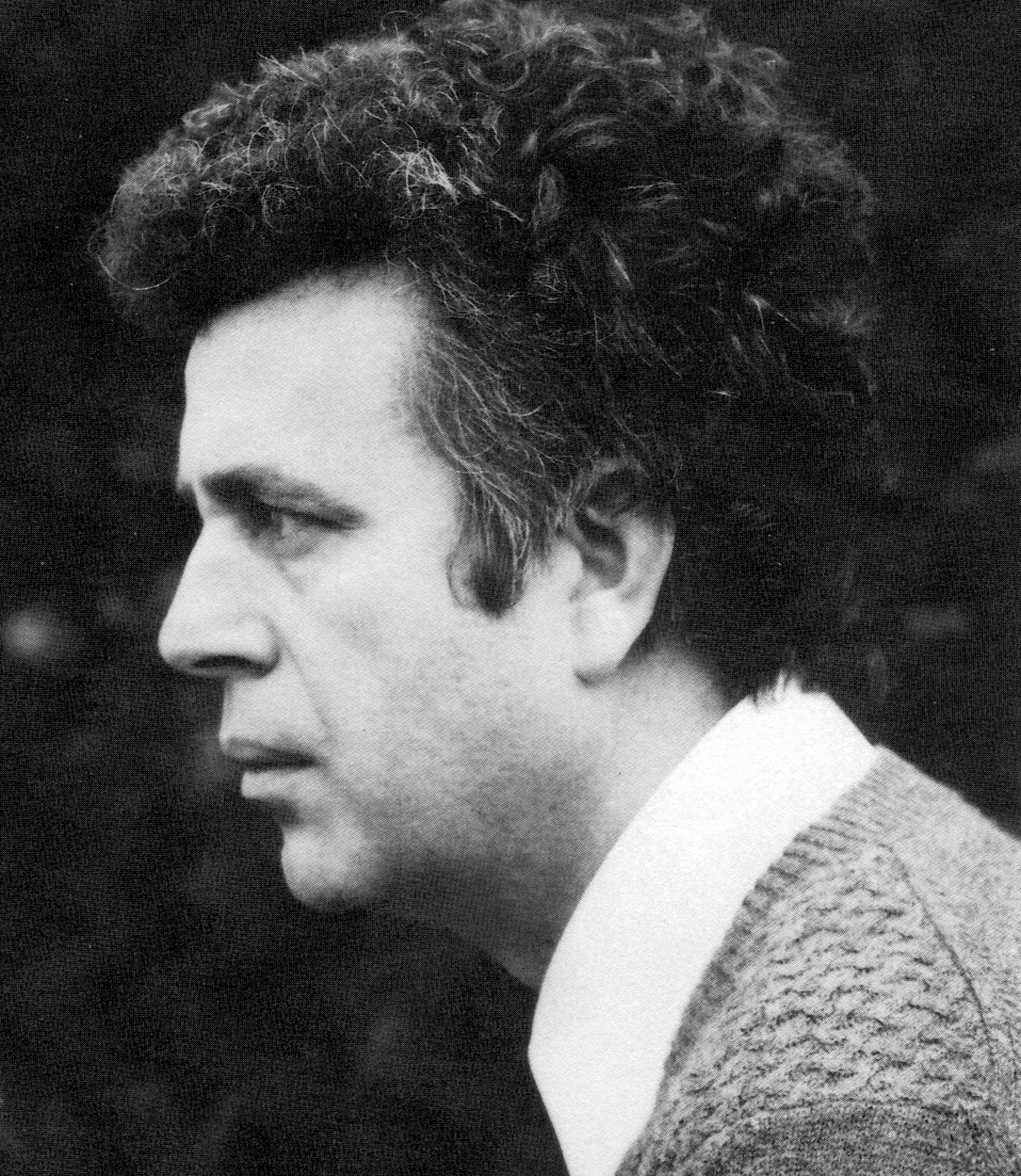
Klaus Liebig (1975)

Klaus Burkhard Liebig (* 1936 in Datteln, Westfalen; † 1996 in Denklingen, Bayern) war ein deutscher Künstler.

## Leben
Klaus Liebig wuchs in Datteln, Westfalen auf. Er war der älteste von drei Geschwistern, die Mutter war Kindergärtnerin, der Vater Lehrer. Als er sechs Jahre alt war (1942), starb sein Vater im Zweiten Weltkrieg. Seine Begabungen in den Bereichen Musik, Kunst und Literatur wurden im Gymnasium zusätzlich gefördert.
Als Abiturient lernte er auf dem Rückweg von einer Fahrt ans Mittelmeer in Dornstetten/Schwarzwald die Psychologin Gisela Kräuter kennen. Die beiden wurden ein Paar und Klaus Liebig zog 1957 nach Dornstetten. Aus der Ehe gingen drei Kinder hervor. In Dornstetten stellte Klaus Liebig seine „persönliche Enzyklopädie“ zusammen, ein thematisch geordnete, aus 200 Aktenordnern bestehende Sammlung von Exzerpten, Zeitungsartikeln, Buchausrissen und Notizen. Klaus Liebig besuchte kurz die Kunstakademie Stuttgart, entschied sich jedoch für die autodidaktische künstlerische Entwicklung.
1970 kam es zur Trennung. Klaus Liebig zog nach München, um mit seiner Galeristin und späteren zweiten Frau Godula Buchholz, der Tochter des Buch- und Kunsthändlers Karl Buchholz zusammenzuleben. Neben seiner künstlerischen Tätigkeit wirkte Klaus Liebig in der konzeptionellen Arbeit der Galerie mit. 1988 zogen Godula Buchholz-Liebig und Klaus Liebig von München nach Denklingen am Lech, ein zweiter Wohnsitz bestand in Le Thor, Südfrankreich. Über die Kunst hinaus befasste er sich mit Entomologie, mit der Spieltheorie und mit formaler Logik.
1996 starb Klaus Liebig in Denklingen, wo sich auch sein Grab befindet.

## Werk
Klaus Liebigs Werk zeichnet sich durch narrative Elemente, Landschaften und eine musikalische Freude an der Variation aus. Literarische Zitate, Erinnerungen, Fantasien und historische Versatzstücke werden zu komplexen poetischen Welten komponiert. Ende der 1970er Jahre wurde er einem größeren Publikum durch die Ausstellung „Let’s mix all feelings together“ bekannt, die neben seinen Werke von Öyvind Fahlström, Erró und Gianfranco Baruchello zeigte. Die Ausstellung wurde unter anderem in der Städtischen Galerie im Lenbachhaus, München, im Frankfurter Kunstverein, im Musée d’art moderne de la Ville de Paris und im Louisiana Museum, Humlebeak bei Kopenhagen gezeigt.

## Einzelausstellungen (Auswahl)
- 2012 Galerie Michael Janssen, Berlin
- 2001 Retrospective 1964–1995. Kallmann-Museum Ismaning, München
- 2000 Münsterlandmuseum Burg Vischering, Lüdinghausen und Haus Opherdicke, Kreis Unna, Holzwickede
- 1998 Werkraum Godula Buchholz, Denklingen,
- 1995 Werkraum Godula Buchholz, Denklingen
- 1993 Werkraum Godula Buchholz, Denklingen
- 1992 Kunstverein Augsburg, Holbeinhaus, Augsburg
- 1991 Werkraum Godula Buchholz, Denklingen
- 1990 Werkraum Godula Buchholz, Denklingen
- 1987 Werkraum Godula Buchholz, München
- 1981 Werkraum Godula Buchholz, München/Pullach
- 1979 Sehnsucht, Alptraum, Wirklichkeit. Kunsthalle Nürnberg
- 1978 Galerie Heike Curtze, Wien, Österreich
- 1977 Werkraum Godula Buchholz, München
- 1975 Let’s mix all feelings together Gianfranco Baruchello, Erró, Oyvind Fahlström & Klaus Liebig, Städtische Galerie im Lenbachhaus, München, Frankfurter Kunstverein, Frankfurt, Musée d’art moderne de la Ville de Paris, Louisiana Museum, Humlebeak
- 1974 Galerie Buchholz, München,
- 1972 Galerie Buchholz, München
- 1970 Augustinermuseum, Freiburg
- 1968 Galerie Scandinavia, Stockholm
- 1967 Galerie Buchholz, München
- 1967 Centro de Artes Visuales, Buenos Aires, Argentinien
- 1966 The Simi Valley Art Studio, Los Angeles, USA
- 1964 Encino Gallery, Los Angeles, USA
- 1964 Galerie Lutz & Meyer, Stuttgart

## Werke in öffentlichen Sammlungen (Auswahl)
- Augustinermuseum, Freiburg
- Staatsgalerie Stuttgart, Graphische Sammlung
- Regierungspräsidium Tübingen
- Museum of Modern Art, New York
- Städtische Galerie im Lenbachhaus, München
- mumok, Museum Moderner Kunst, Stiftung Ludwig, Wien
- Deutsches Historisches Museum, Berlin